# Werra-Burgen-Steig Hessen
Ein Teilabschnitt des Fernwanderwegs Werra-Burgen-Steig führt als Werra-Burgen-Steig Hessen (X5H) durch Hessen. Seine auf elf Etappen unterteilte Länge beträgt 133 km. Die Wegzeichen-Markierung ist  X5 H 

## Beschreibung
Der Werra-Burgen-Steig Hessen erschließt für die Wandernden zahlreiche entlang der Werra in Hessen liegende Burgen, Wehrkirchen, Schlösser und Klöster (Beispiele sind die Burg Schloss Berlepsch, Burg Ludwigstein, Schloss Rothestein und die Tannenburg).
Von Hann. Münden aus verläuft der Steig als X5 H entlang von dem Zufluss Werra in die Weser durch
- Witzenhausen,
- Bad Sooden-Allendorf und
- Eschwege zur
- Burg Tannenburg bei Nentershausen.

Das „H“ im Kürzel steht dabei für das Bundesland Hessen.
Einige Etappenziele liegen abseits von Ortschaften und sind nur über Zuwege erreichbar, deren Länge allerdings nicht mit in die Gesamtlänge des Werra-Burgen-Steiges Hessen (X5H) eingerechnet wurden.
Die Höhenmeter betragen etwa 3.400 „werraabwärts“ und 3.650 Höhenmeter „werraaufwärts“. Die offizielle Einteilung des X5H in Abschnitte sieht einen Start in Hann. Münden und das Ziel auf der Tannenburg bei Nentershausen vor.
Etappen: die elf Etappen schwanken um die 12,1 km mit Tagesspitzen bei 20 km Länge. Die Start- und Endpunkte der Etappen sind meist gut mit öffentlichen Verkehrsmitteln zu erreichen und verfügen oft auch über eine nahe Einkehrmöglichkeit. Somit ist auch ein Einstieg und Ausstieg unterwegs möglich, um den Steig zu unterschiedlichen Zeiten zu bewältigen.

## Qualität, Auszeichnung
Diese Strecke wurde auf der TourNatur 2013 vom Deutschen Wanderverband mit dem Zertifikat „Qualitätsweg Wanderbares Deutschland“ ausgezeichnet.
Auf sechs Etappen zwischen Eschwege und Hann.Münden besteht auch das Angebot „Wandern ohne Gepäck!“

## Film
- Burgentour entlang der Werra, 90 Min.[2][3]